# Schloss Rodenegg
Schloss Rodenegg liegt nordöstlich von Brixen in der Gemeinde Rodeneck in Südtirol.
Die Burg liegt von der Pustertaler Straße zwischen Schabs und Mühlbach her gut sichtbar langgestreckt auf einer schmalen Felsnase, die auf drei Seiten steil zur Rienzschlucht abfällt.
Sie wurde in der ersten Hälfte des 12. Jahrhunderts von Friedrich I. von Rodank errichtet und bestand ursprünglich wohl nur aus Wohnturm und Palas. Die Herren von Rodank waren ein bedeutendes Ministerialengeschlecht, das bis zu seinem Aussterben um 1300 im Besitz der Burg blieb. Danach war sie fast 200 Jahre unter tirolisch-landesfürstlicher Verwaltung und erscheint 1384 im Rahmen der Tiroler Grundherrschaft (herschaft von Tyrol) als vest ze Rodenkchen. 1491 ging die Anlage an die Freiherren (und späteren Grafen) von Wolkenstein-Rodenegg über, die sie im 16. Jahrhundert vergrößerten und schlossähnlich ausbauten. Die Landesbeschreibung von Marx Sittich von Wolkenstein von ca. 1600 widmet einen eigenen Abschnitt dem schloss Rottneckh und dessen Gerichtssprengel. Der Begründer der Linie Wolkenstein-Rodenegg war Oswald von Wolkenstein; seine Nachkommen sind noch heute im Besitz der Burg.

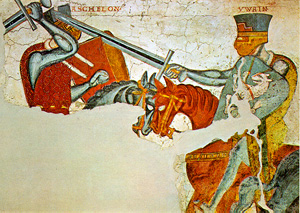
Fresko aus dem Iwein-Zyklus auf Schloss Rodenegg

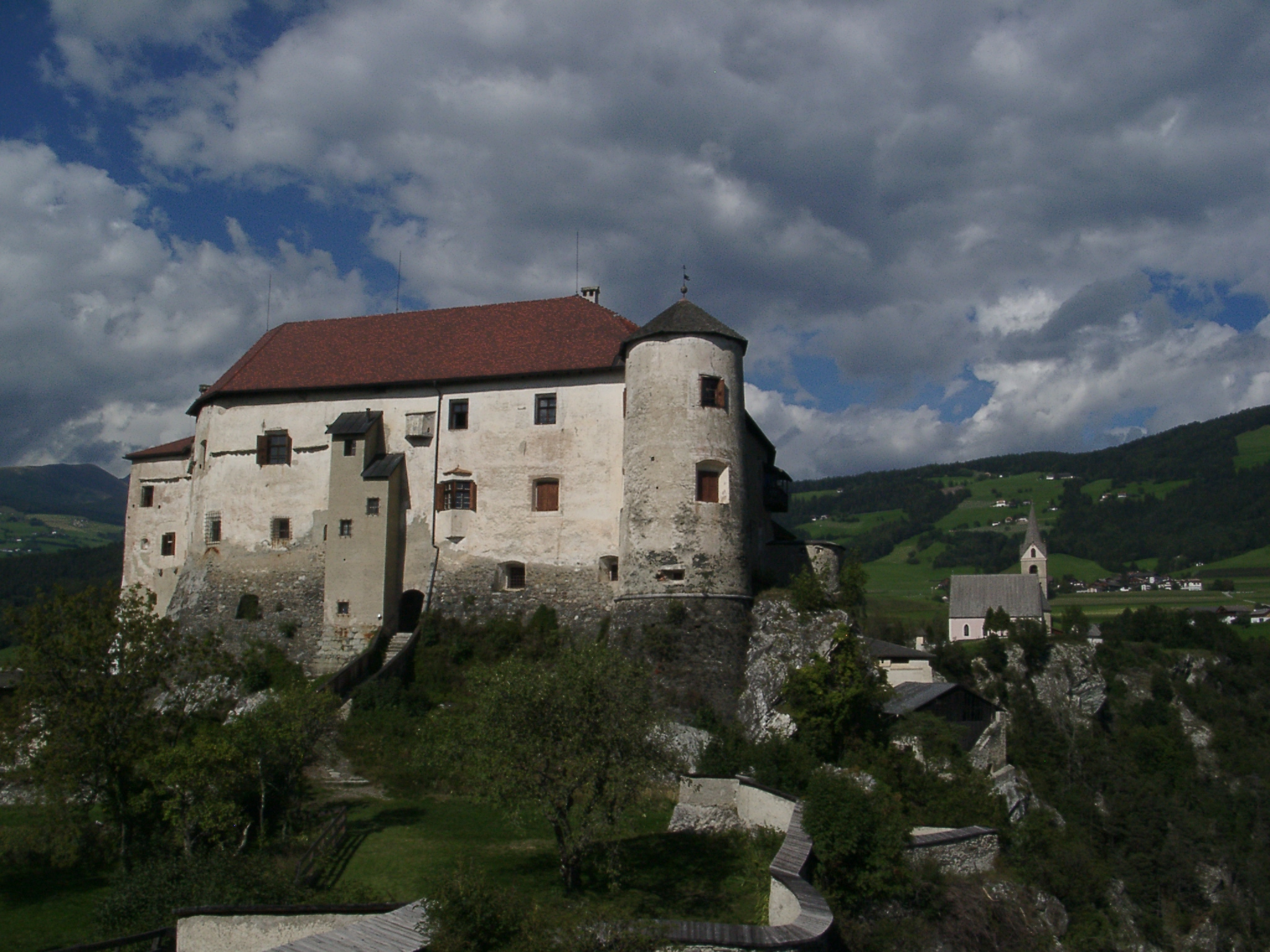
Schloss Rodenegg

Schloss Rodenegg ist heute in gutem Zustand; ein Teil ist sogar noch bewohnt. Im Inneren befinden sich ein Museum und Originalmöbel aus der Zeit der Spätrenaissance. Die Hauptattraktion ist der 1972 entdeckte und daraufhin freigelegte Freskenzyklus zum Iwein-Epos von Hartmann von Aue, der als die älteste profane Wandmalerei im deutschen Sprachraum gilt (geschaffen zwischen 1200 und 1230).
Sehenswert sind auch die Burgkapelle zum Hl. Michael, der Waffensaal, die Backstube, das Verlies, der Schlossgarten und das so genannte Lauterfresserloch, ein enges Verlies, in dem einst Mathias Perger, der sagenumwobene Lauterfresser (wegen seiner Vorliebe für „Lauteres“ = Suppen), gefangen gehalten wurde. 1645 wurde gegen ihn auf Schloss Rodenegg ein aufsehenerregender Prozess geführt, in dem er wegen Hexerei zum Tod auf dem Scheiterhaufen verurteilt wurde.
Zu den Wandmalereien siehe Hauptartikel Iwein.